# Zoumaping (sockenhuvudort i Kina, Hunan Sheng, lat 29,47, long 110,44)
Zoumaping (kinesiska: 走马坪, 走马坪白族乡) är en sockenhuvudort i Kina. Den ligger i provinsen Hunan, i den södra delen av landet, omkring 280 kilometer nordväst om provinshuvudstaden Changsha. Antalet invånare är 6 606. Befolkningen består av 3 107 kvinnor och 3 499 män. Barn under 15 år utgör 19,0 %, vuxna 15-64 år 66 %, och äldre över 65 år 13,0 %.
Runt Zoumaping är det ganska tätbefolkat, med 199 invånare per kvadratkilometer. Närmaste större samhälle är Wulingyuan, 16,8 km sydost om Zoumaping. I omgivningarna runt Zoumaping växer i huvudsak blandskog.
Genomsnittlig årsnederbörd är 1 738 millimeter. Den regnigaste månaden är september, med i genomsnitt 307 mm nederbörd, och den torraste är december, med 21 mm nederbörd.